# ویرا پاشنایا

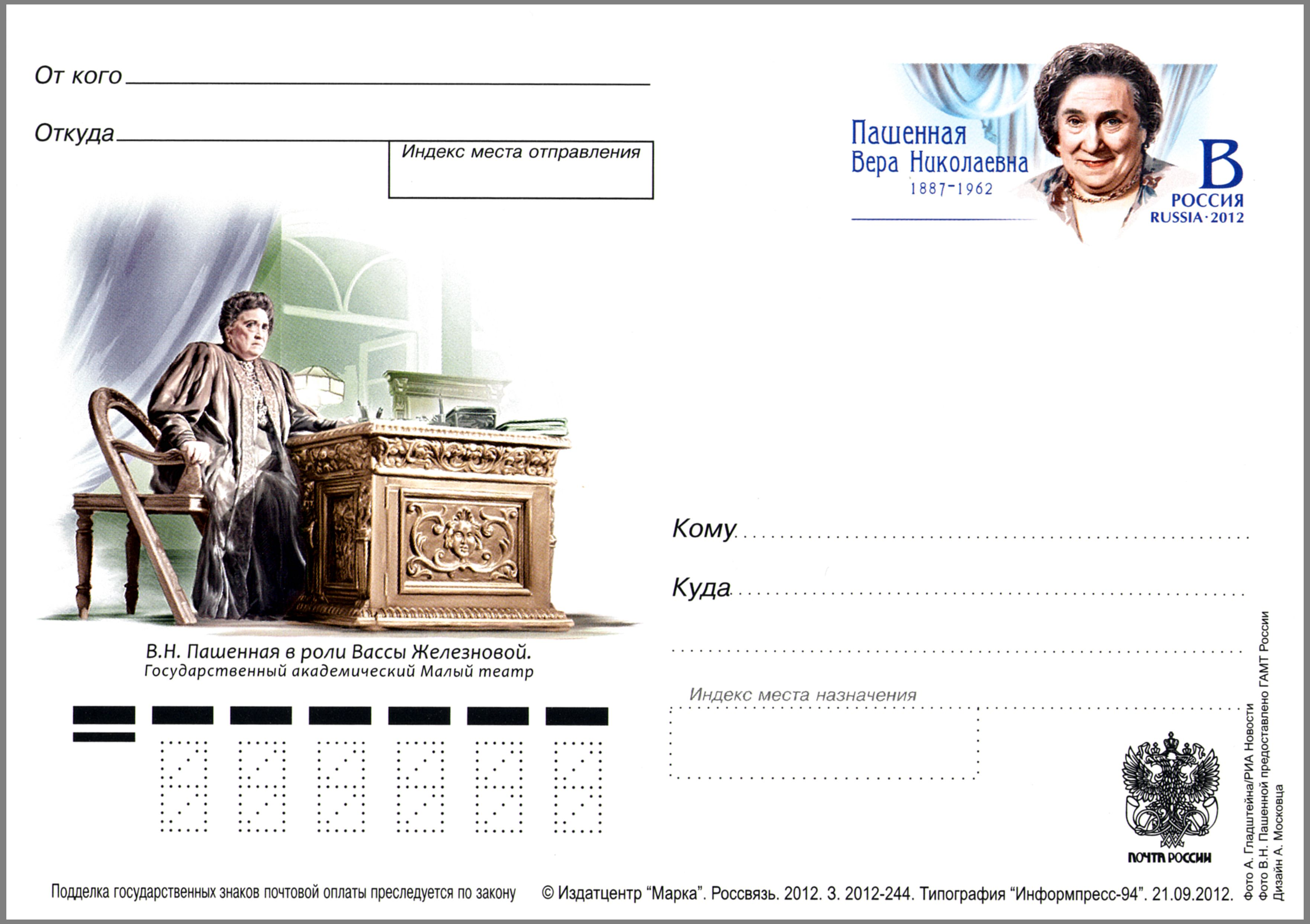
کارت پستال یادبودی که به مناسبت ۱۲۵مین سالگرد تولد «ویرا پاشنایا» منتشر شد.

ویرا نیکلایونا پاشنایا (روسی: Пашенная, Вера Николаевна؛ ۱۹ سپتامبر ۱۸۸۷–۲۸ اکتبر ۱۹۶۲) بازیگر تئاتر و سینما اهل جمهوری فدراتیو سوسیالیستی روسیه شوروی بود. او از سال ۱۹۵۴ عضو حزب کمونیست اتحاد جماهیر شوروی شد.
از فیلم‌ها یا مجموعه‌های تلویزیونی که وی در آن‌ها نقش داشته‌است می‌توان به ابله اشاره نمود.
وی در طول فعالیت هنری خود برندهٔ جوایز گوناگونی شد که از آن جمله می‌توان به چندین «نشان لنین»، «جایزه استالین» و همچنین «جایزه هنرمند مردمی اتحاد جماهیر شوروی» اشاره کرد.